# 東愛美
東 愛美（あずま あいみ、1986年5月12日 - ）は、神奈川県横須賀市出身の女性モデル。2010年ミス日本「ミス着物」を受賞。

## プロフィール
- 出身地：神奈川県横須賀市
- 血液型：A型
- 趣味・特技：水泳、バレーボール
- 経歴： 神奈川県立逗子高等学校を経て、JTBトラベル&ホテルカレッジ卒業。
- 2012年9月結婚[1]

1. ↑  東愛美オフィシャルブログ「ご報告」より

## 主な活動

### 雑誌
- CanCam（小学館）
- Ray

### スチール

#### 広告
- ブライダル

### その他
- ミス日本のプロモーション活動
  - 2011年世界体操競技選手権におけるレセプション・表彰エスコートを歴代のミス日本受賞者数名で担当（東愛美オフィシャルブログ参照）